# Георгіос Георгунтзос
Георгіос Георгунтзос (грец. Γεώργιος Γεοργουντζος; нар. 1949, Каламата) — грецький дипломат, Надзвичайний і Повноважний Посол Греції в Україні.

## Біографія
Народився у 1949 році у місті Каламата (Греція). Закінчив Афінський університет, диплом юридичного факультету. Володіє іноземними мовами: англійська, французька, німецька та італійська.
З 1978 по 1979 Аташе Посольства в Міністерстві закордонних справ, Дипломатичний офіс Заступника Міністра закордонних справ Греції.
З 1980 — Третій Секретар Посольства
З 1980 — Міністерство закордонних справ, Управління двосторонніх економічних відносин
З 1981 — Посольство Греції в Бонні
З 1983 — Другий Секретар Посольства
З 1985 — Міністерство закордонних справ
З 1985 — Перший Секретар Посольства
З 1986 — Генеральний Консул Греції в Бенгазі
З 1990 — Міністерство закордонних справ, Управління Кіпру.
З 1991 — Радник Посольства другого класу.
З 1991 — Міністерство закордонних справ, Управління міжнародних організацій.
З 1992 по 1993	— Дипломатичний Радник Міністра Національної Оборони.
З 1993 — Радник Посольства першого класу.
З 1994 — Посольство Греції в Алжирі.
З 1994 — Посольство Греції в Відні.
З 1998 — Міністерство закордонних справ, Управління юстиції, внутрішніх справ і Шенгена.
З 2000 — Повноважний Міністр другого класу.
З 2000 — Міністерство закордонних справ, керівник Управління Олімпійських ігор і міжнародних спортивних відносин.
З 2003 — Повноважний Міністр першого класу
З 2005 — Посол Греції в Королівстві Марокко.
З 2009 — Посол Греції в Україні.

## Нагороди
- Хрест «За заслуги» першого ступеня (Федеративна Республіка Німеччина);
- Кавалер ордена «За заслуги» (Австрія);
- Кавалер ордена Фенікса (Греція);
- Великий Хрест династії Алавітів (Марокко).